# Cantó de La Loupe
El cantó de La Loupe és un cantó francès al districte de Nogent-le-Rotrou (departament d'Eure i Loir). Té 15 municipis: Belhomert-Guéhouville, Champrond-en-Gâtine, Les Corvées-les-Yys, Fontaine-Simon, Friaize, La Loupe, Manou, Meaucé, Montireau, Montlandon, Saint-Éliph, Saint-Maurice-Saint-Germain, Saint-Victor-de-Buthon, Le Thieulin i Vaupillon. El cap és La Loupe.
| Data d'elecció                           | Identitat         | Partit               | Qualitat |
| ---------------------------------------- | ----------------- | -------------------- | -------- |
| 1945-1955                                | Edmond Marchoisne | Divers droite        |          |
| 1955-1970                                | M. Rousseau       | RI                   |          |
| 1970-1982                                | Maurice Georgeaud | radical, després MRG |          |
| 1982-198.                                | Michel Sémery     | RPR                  |          |
| 198.-2008                                | Jacques Renard    | PS                   |          |
| 2008-                                    | Eric Gérard       | divers droite        |          |
| les dades anteriors no són pas conegudes |                   |                      |          |

| A partir de 1990: Població sense dobles comptes |